# Mr. et Mrs. Smith (série télévisée)
Pour les articles homonymes, voir Mr. et Mrs. Smith.
Mr. et Mrs. Smith est une série télévisée américaine en treize épisodes de 42 minutes, créée par Mitchell Burgess et Michael Cassutt et dont seulement neuf épisodes ont été diffusés entre le 20 septembre et le  11 novembre 1996 sur le réseau CBS.
En France, la série a été diffusée à partir du 2 juillet 2003 sur 13ème rue.

## Synopsis
Deux espions portant le même nom, Smith, sont recrutés par une mystérieuse agence pour faire équipe. Lors de leurs missions, ils se font passer pour un couple alors qu'ils ne s'apprécient pas vraiment.

## Distribution
- Scott Bakula (VF : Guy Chapellier) : Mr. Smith
- Maria Bello (VF : Virginie Ledieu) : Mrs. Smith
- Roy Dotrice : Mr. Big

## Épisodes
1. La Formule secrète (Pilot)
2. Un petit couple bien tranquille (The Suburban Episode)
3. L'Empire du Grec (The Second Episode)
4. La Chanteuse (The Poor Pitiful Put-Upon Singer Episode)
5. Le Manuscrit maudit (The Grape Escape)
6. In vino veritas (The Publishing Episode)
7. Coma (The Coma Episode)
8. L'Enlèvement (The Kidnapping Episode)
9. L'espace fait toujours rêver (The Space Flight Episode)
10. Deux espions dans le Bayou (The Big Easy Episode)
11. La Mission impossible (The Impossible Mission)
12. La Bombe (The Bob Episode)
13. On a enlevé l'enfant de Mr Smith (The Sins of the Father Episode)